# Canton de Cayenne Nord-Ouest

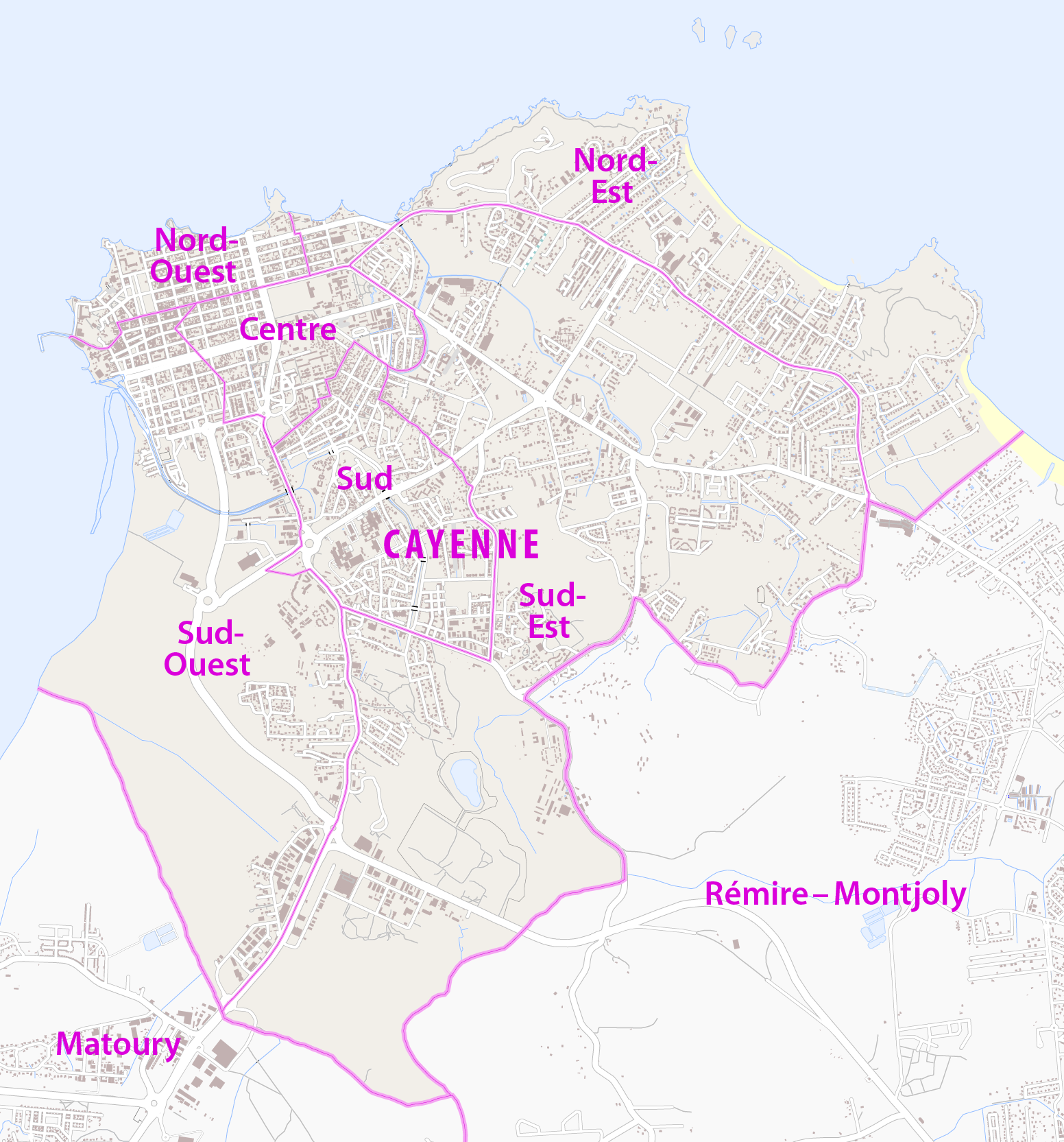

Le canton de Cayenne Nord-Ouest est une ancienne division administrative française, située dans le département de la Guyane, dans l'arrondissement de Cayenne.

## Présentation
Il comprend une partie de la commune de Cayenne.
Quartiers de Cayenne inclus dans le canton :
- Fort Cépérou ;
- Place des Palmistes ;
- Pointe des Amandiers ;
- Pointe Buzaré ;
- Îles du Salut.

## Administration
| Période | Période | Identité                  | Étiquette    | Qualité |
| ------- | ------- | ------------------------- | ------------ | --- |
| 1951    | 1964    | Roland Barrat (1901-1966) | UNR          | Maire de Cayenne (1953-1965) Président du conseil général (1956-1958)                                       |
| 1964    | 1970    | Paul Rullier (1910-1979)  | UDR          | Militaire                                                                                                   |
| 1970    | 1976    | Etienne-Yves Barrat       | DVG puis DVD | Avocat au barreau de Cayenne Elu en 1982 dans le Canton de Matoury                                          |
| 1976    | 1988    | Daniel Catherine          | UDF puis DVD | |
| 1988    | 2001    | Stéphan Phinéra-Horth     | PSG          | Membre du cabinet de Lionel Jospin Conseiller municipal de Cayenne Président du conseil général (1994-1998) |
| 2001    | 2008    | Lucien Prévot             | DVD puis UMP | Notaire à Cayenne                                                                                           |
| 2008    | 2015    | Athys Jaïr                | autonomiste  | Vice-Président du Conseil Général                                                                           |